# Sandkullen och Sågarehagen
Sandkullen och Sågarehagen är en av SCB avgränsad och namnsatt tätort (före 2020 småort) i Lerums kommun i Västergötland. Den omfattar bebyggelse i de två sammanväxta byarna i Skallsjö socken.

## Befolkningsutveckling
| Befolkningsutvecklingen i Sandkullen och Sågarehagen 1990–2020 | Befolkningsutvecklingen i Sandkullen och Sågarehagen 1990–2020 | Befolkningsutvecklingen i Sandkullen och Sågarehagen 1990–2020 | Befolkningsutvecklingen i Sandkullen och Sågarehagen 1990–2020 | Befolkningsutvecklingen i Sandkullen och Sågarehagen 1990–2020 |
| -------------------------------------------------------------- | -------------------------------------------------------------- | -------------------------------------------------------------- | -------------------------------------------------------------- | -------------------------------------------------------------- |
|                                                                |                                                                |                                                                |                                                                |                                                                |
| År                                                             |                                                                |                                                                | Folkmängd                                                      | Areal (ha)                                                     |
| 1990                                                           | 1990                                                           |                                                                | 71                                                             | 22#                                                            |
| 1995                                                           | 1995                                                           |                                                                | 97                                                             | 20#                                                            |
| 2000                                                           | 2000                                                           |                                                                | 109                                                            | 22#                                                            |
| 2005                                                           | 2005                                                           |                                                                | 140                                                            | 22#                                                            |
| 2010                                                           | 2010                                                           |                                                                | 174                                                            | 23#                                                            |
| 2015                                                           | 2015                                                           |                                                                | 185                                                            | 30#                                                            |
| 2020                                                           | 2020                                                           |                                                                | 205                                                            | 32                                                             |
| Anm.: # Som småort.                                            |                                                                |                                                                |                                                                |                                                                |